# Cyrtognatha morona
Cyrtognatha morona là một loài nhện trong họ Tetragnathidae.
Loài này thuộc chi Cyrtognatha. Cyrtognatha morona được miêu tả năm 2009 bởi Dimitrov & Hormiga.